# Il lutto si addice ad Elettra (film)
Il lutto si addice ad Elettra (Mourning Becomes Electra) è un film del 1947 diretto da Dudley Nichols, trasposizione cinematografica dell'omonima trilogia teatrale di Eugene O'Neill.

## Trama
La guerra civile sta finendo. Seth, un vecchio servitore di famiglia, attende il ritorno di vari membri della ricca famiglia Mannon del New England, in particolare del patriarca Ezra, un generale dell'esercito dell'Unione. Seth mostra la casa ai vicini e le donne ricordano uno scandalo di 20 anni fa: il fratello di Ezra, David Mannon, dovette sposare la bambinaia francese che lavorava per loro padre, Abe. Abe cacciò la coppia, distrusse la casa di famiglia e ne costruì una nuova "per puro odio".
A New York City, la figlia di Ezra, Lavinia, segue la madre, Christine, nella residenza del capitano di mare Adam Brant e rimane scioccata nel sorprenderli mentre si baciano. In seguito si rifiuterà di vederla quando lei ritorna a casa. Il giorno dopo, Peter Niles chiede a Lavinia di sposarlo. Lei rifiuta, dicendo che suo padre ha bisogno di lei. La sorella di Niles, Hazel, chiede notizie del fratello di Lavinia, Orin.
Seth dice a Lavinia che Adam è in realtà il figlio di David, incoraggiandola a sfidare l'uomo. Quando lo fa, Adam racconta la vera storia di come il loro nonno desiderava ardentemente la ragazza e si vendicò di David. Ma l'odio più grande di Adam è per Ezra, che non rispose alla richiesta di prestito di sua madre quando stava morendo di fame. Adam aveva così giurato vendetta.
Lavinia affronta la madre, che dichiara di odiare Ezra fin dalla prima notte di nozze. Il "disgusto" che provava ha avvelenato il suo rapporto con Lavinia fin dal giorno della sua nascita. Lavinia, che venera il padre, incolpa Christine. Christine sa chi è Adam e lo ama e sa che anche Lavinia lo Adam e per questo la minaccia di dire la verità a Ezra se lo sposa. Dipinge un quadro orribile del futuro se dovessero scappare, e la differenza di età diventa sempre più evidente.
Ezra è malato di cuore e Christine dice ad Adam quale veleno acquistare a Boston. Mentre se ne va, lei sussurra tra sé e sé che non sarà mai più in grado di lasciarla.
Ezra torna a casa. Le sue strazianti esperienze durante la guerra lo hanno cambiato. Ha sempre amato Christine e la supplica di aiutarlo a "rompere il muro" tra loro. Christine gli dice che lo ama e Lavinia interrompe il loro bacio. Ma nella loro camera da letto, l'odio reciproco trabocca da entrambi ed Ezra ha un infarto. Christine gli dà una medicina. Muore tra le braccia di Lavinia, indicando la moglie e dicendo "Non è una medicina". Quando Christine sviene, Lavinia prende la scatola di pillole.
Orin torna a casa, con la ferita alla testa fasciata. Lui e sua madre parlano del loro rapporto speciale. (Lui corteggiava Hazel solo per farla ingelosire.) Ma l'ossessione di Christine di mettere Lavinia nel posto sbagliato si ritorce contro, e Orin crede a Lavinia quando vede la reazione di sua madre al fortino.
A bordo della nave di Adam, Orin e Lavinia assistono al piano di fuga di Christine e Adam. Orin spara ad Adam alla schiena. "Come hai potuto amare così tanto quella vecchia?" chiede Lavinia al cadavere. Fanno sembrare la cosa una rapina e se ne vantano con Christine, che si suicida con la pistola di Ezra. Orin è distrutto.
Qualche tempo dopo, Orin e Lavinia tornano a casa dalle isole. Lavinia è l'immagine di sua madre, vestita di bianco e con la stessa elaborata acconciatura. Peter è felicissimo del cambiamento. Orin, barbuto come suo padre, è impazzito per colpa. Dà a Hazel un documento da aprire se lui muore o se Lavinia cerca di sposare Peter. In preda al panico, Lavinia promette qualsiasi cosa se lui la ritira. Lui lo fa. Peter ritorna e Orin coglie l'occasione per suicidarsi.
Lavinia, vestita a lutto, aspetta Peter. Hazel l'accusa di aver spinto Orin al suicidio. La supplica di far leggere a Peter il contenuto della busta. Lavinia la brucia. Arriva Peter. Ha litigato con la sua famiglia, ma la desidera ancora. Nell'abbraccio frenetico di Lavinia, lei lo chiama "Adam". , Per giustificarsi gli confessa falsamente una relazione con un nativo dell'isola e lo manda via, dicendo che deve riconciliarsi con la sua famiglia. Al suono di Seth che chiude le persiane di tutte le finestre, si ritira in casa, per essere punita dai "Mannon morti".

## Produzione
Il film fu prodotto dalla RKO Radio Pictures con molte aspettative e un grosso investimento. La durata prevista di quasi tre ore era conforme all'ambizione del progetto. 
La conferma doveva venire dalla candidatura di Rosalind Russell all'Oscar come migliore attrice protagonista e di Michael Redgrave come migliore attore protagonista. 
Alla cerimonia degli Oscar si verificò il crollo repentino di tali speranze. Tutti i coloro che lo avevano visto davano per scontato che Rosalind Russell avrebbe vinto per la sua interpretazione di Lavinia, al punto che Russell iniziò effettivamente ad alzarsi dal suo posto, appena prima che il nome del vincitore venisse pronunciato. Tuttavia, fu Loretta Young, e non la Russell, a essere eletta Migliore Attrice, per la sua interpretazione in La moglie celebre. 
Il film giunse in sala ridimensionato  registrando una perdita di 2.310.000 dollari, diventando così uno dei più grandi fallimenti finanziari della RKO.

## Distribuzione
Distribuito dalla RKO Radio Pictures, il film uscì nelle sale cinematografiche statunitensi il 19 novembre 1947 e si rivelò un disastro finanziario. La durata originaria di quasi tre ore fu ridotta a 105 minuti, dopo che anche lo sperato Oscar per Rosalind Russell venne meno. Sebbene la versione completa sembri essere andata perduta, l'edizione britannica, della durata di 159 minuti, sopravvive ed è disponibile in DVD, ed è stata anche trasmessa su Turner Classic Movies.

## Riconoscimenti
- National Board of Review Awards 1947
  - Miglior attore (Michael Redgrave)
- Golden Globe 1948
  - Miglior attrice (Rosalind Russell)